# 에콰도르 U-16 축구 국가대표팀
에콰도르 U-16 축구 국가대표팀(스페인어: selección de fútbol sub-16 de Ecuador)은 에콰도르를 대표하는 16세 이하의 축구 국가대표팀으로, 에콰도르의 축구 관리 기관인 에콰도르 축구 연맹의 관리를 받는다.